# IJsland op het Eurovisiesongfestival 1997
IJsland nam deel aan het Eurovisiesongfestival 1997 in Dublin, Ierland. Het was de twaalfde deelname van het land op het Eurovisiesongfestival. De artiest werd gekozen via een interne selectie. RUV was verantwoordelijk voor de IJslandse bijdrage voor de editie van 1997.

## Selectieprocedure
Net zoals het voorbije jaar koos men ervoor om de kandidaat en het lied voor het festival via een interne selectie aan te duiden.
Men koos uiteindelijk voor de zanger Paul Oscar met het lied "Minn hinsti dans".

## In Oslo
Op het Eurovisiesongfestival moest IJsland aantreden als 25ste en laatste, na het Verenigd Koninkrijk. Aan het einde van de puntentelling bleek dat Oscar op een 20ste plaats was geëindigd met 18 punten.
Nederland had geen punten over voor deze inzending en België deed niet mee in 1997.

### Gekregen punten

#### Finale
| 12 punten | 10 punten | 8 punten | 7 punten               | 6 punten              |
| --------- | --------- | -------- | ---------------------- | --------------------- |
|           |           | - Zweden |                        | - Verenigd Koninkrijk |
| 5 punten  | 4 punten  | 3 punten | 2 punten               | 1 punt                |
|           |           |          | - Estland - Oostenrijk |                       |

### Punten gegeven door IJsland

#### Finale
Punten gegeven in de finale:
| 12 punten | Cyprus              |
| 10 punten | Frankrijk           |
| 8 punten  | Verenigd Koninkrijk |
| 7 punten  | Turkije             |
| 6 punten  | Denemarken          |
| 5 punten  | Hongarije           |
| 4 punten  | Zweden              |
| 3 punten  | Slovenië            |
| 2 punten  | Estland             |
| 1 punt    | Italië              |